# Hydrocyphon baliensis
Hydrocyphon baliensis es una especie de coleóptero de la familia Scirtidae.

## Distribución geográfica
Habita en Indonesia.